# 耶日·克拉斯卡
耶日·克拉斯卡（波蘭語：Jerzy Kraska，1951年12月24日—），波兰男子足球运动员，司职后卫。他曾代表波兰国奥队参加1972年夏季奥林匹克运动会足球比赛，获得一枚金牌。